# Národní parky v Nizozemsku

mapa národních parků v Nizozemsku

Následující přehled zahrnuje národní parky v Nizozemském království. Je rozdělen na dvě části - evropské Nizozemsko a Nizozemské Antily (6 ostrovů v Karibiku). Parky v evropské části Nizozemska zabírají přibližně 3 % rozlohy státu a spravuje je státní organizace Samenwerkingsverband Nationale Parken. Chráněná území v Karibiku spravují různé nevládní neziskové organizace.

## Evropské Nizozemsko
| Národní park                                      | Provincie                           | Rozloha (ha) | Vyhlášení | Mapa                                            | Foto                                       |
| ------------------------------------------------- | ----------------------------------- | ------------ | --------- | ----------------------------------------------- | ------------------------------------------ |
| Národní park Lauwersmeer                          | Groningen, Frísko                   | 6000         | 2003      | Kaart Lauwersmeer Národní park                  | Lauwersmeer Národní park                   |
| Národní park Schiermonnikoog                      | Frísko                              | 5400         | 1989      | Kaart Schiermonnikoog Národní park              | Schiermonnikoog National Park              |
| Národní park De Alde Feanen                       | Frísko                              | 4000         | 2006      | Kaart Alde Feanen Národní park                  | Alde Feanen Národní park                   |
| Národní park Drents-Friese Wold                   | Drenthe, Frísko                     | 6100         | 2000      | Kaart Drents-Friese Wold Národní park           | Drents-Friese Wold Národní park            |
| Národní park Dwingelderveld                       | Drenthe                             | 3700         | 1991      | Kaart Dwingelderveld Národní park               | Dwingelderveld Národní park                |
| Nationaal beek- en esdorpenlandschap Drentsche Aa | Drenthe                             | 10600        | 2002      | Kaart Drentse Aa Národní park                   | Drentsche Aa Nationaal Landschap           |
| Národní park Weerribben-Wieden                    | Overijssel                          | 10500        | 1992      | Kaart Weerribben-Wieden Národní park            | Weerribben-Wieden Národní park             |
| Národní park Sallandse Heuvelrug                  | Overijssel                          | 2740         | 2004      | Kaart Sallandse Heuvelrug Národní park          | Sallandse Heuvelrug Národní park           |
| Národní park Veluwezoom                           | Gelderland                          | 6000         | 1930      | Kaart Veluwezoom Národní park                   | Veluwezoom Národní park                    |
| Národní park De Hoge Veluwe                       | Gelderland                          | 5500         | 1935      | Kaart De Hoge Veluwe Národní park               | Hoge Veluwe Národní park                   |
| Národní park Utrechtse Heuvelrug                  | Utrecht                             | 6000         | 2003      | Kaart Utrechtse Heuvelrug Národní park          | Utrechtse Heuvelrug Národní park           |
| Národní park Duinen van Texel                     | Severní Holandsko                   | 4300         | 2002      | Kaart Duinen van Texel National Park            | Duinen van Texel National Park             |
| Národní park Zuid-Kennemerland                    | Severní Holandsko                   | 3800         | 1995      | Kaart Zuid-Kennemerland Národní park            | Zuid-Kennemerland Národní park             |
| Národní park Oosterschelde                        | Zeeland                             | 37000        | 2002      | Kaart Oosterschelde Národní park                | Oosterschelde Národní park                 |
| Národní park De Biesbosch                         | Severní Brabantsko, Jižní Holandsko | 9000         | 1994      | Kaart Biesbosch Národní park                    | Biesbosch National Park                    |
| Grenspark De Zoom - Kalmthoutse Heide             | Severní Brabantsko                  | 3750         | 2001      | Kaart De Zoom - Kalmthoutse Heide Národní park  | Zoom - Kalmthoutse Heide Cross-Border Park |
| Národní park De Loonse en Drunense Duinen         | Severní Brabantsko                  | 3700         | 2002      | Kaart De Loonse en Drunense Duinen Národní park | Loonse en Drunense Duinen Národní park     |
| Národní park De Groote Peel                       | Severní Brabantsko, Limburg         | 1340         | 1993      | Kaart De Groote Peel Národní park               | Groote Peel National Park                  |
| Národní park De Maasduinen                        | Limburg                             | 4200         | 1996      | Kaart De Maasduinen Národní park                | Maasduinen Národní park                    |
| Národní park De Meinweg                           | Limburg                             | 1700         | 1990      | Kaart De Meinweg Národní park                   | Meinweg Národní park                       |
| Národní park Nieuw Land                           | Flevoland                           | 28900        | 2018      | Nieuw Land Národní park                         |                                            |

## Nizozemské Antily
| Národní park                          | Ostrov        | Rozloha (ha) | Vyhlášení | Správce                                               |
| ------------------------------------- | ------------- | ------------ | --------- | ----------------------------------------------------- |
| Parke Nacional Arikok                 | Aruba         | 3400         | 2000      | Fundacion Parke Nacional Arikok                       |
| Bonaire National Marine Park          | Bonaire       | 2700         | 1979      | Stichting Nationale Parken Bonaire                    |
| Washington Slagbaai National Park     | Bonaire       | 5600         | 1969      | Stichting Nationale Parken Bonaire                    |
| Christoffel/Shete Boka Park           | Curaçao       | 2300         | 1978      | National Parks Foundation of the Netherlands Antilles |
| Curaçao Underwater Park               | Curaçao       | 600          | 1983      | National Parks Foundation of the Netherlands Antilles |
| Saba National Marine Park             | Saba          | 600          | 1987      | Saba Conservation Foundation                          |
| Saba National Park                    | Saba          | 43           | 1999      | Saba Conservation Foundation                          |
| Saba Bank National Park               | Saba          | 268000       | 2012      | Saba Bank Management Unit                             |
| Quill/Boven National Park             | Svatý Eustach | 540          | 1997      | St. Eustatius National Parks Foundation               |
| St. Eustatius National Marine Park    | Svatý Eustach | 2750         | 1996      | St. Eustatius National Parks Foundation               |
| Man of War Shoal National Marine Park | Svatý Martin  | 600          | 2010      | St. Maarten Nature Foundation                         |